# François Jankowiak
François Jankowiak est un historien français du droit.

## Biographie
Docteur en droit (2003) et agrégé d'histoire du droit, François Jankowiak est professeur à l'université Paris-Sud (devenue Université Paris-Saclay en janvier 2020). Il dirige depuis 2013 le laboratoire Droit et Sociétés Religieuses ainsi que la Fédération de Recherche Jean Monnet depuis sa création en 2015.

## Publications
- La Curie romaine de Pie IX à Pie X. Le gouvernement central de l'Église et la fin des États pontificaux. 1846-1914, Rome, École française de Rome, 2007[2]
- La Décadence dans la culture et la pensée politiques, Rome, École française de Rome, 2008, avec Jean-Yves Frétigné[3]
- L'Œuvre scientifique de Jean Gaudemet, Paris, Éditions Panthéon-Assas, 2014, avec Michèle Bégou-Davia, Olivier Descamps et Franck Roumy[4]
- Plenitudo Juris : mélanges en hommage à Michèle Bégou-Davia, Paris, Mare et Martin, 2015, avec Brigitte Basdevant-Gaudemet et Franck Roumy[5]

## Prix
- Prix Maurice-Picard pour sa thèse de doctorat en droit.